# Осока віддаленоколоскова
Осока віддаленоколоскова, осока розсунута (Carex distans) — вид рослин родини осокові (Cyperaceae), поширений у Європі, Північній Африці, Азії.

## Опис

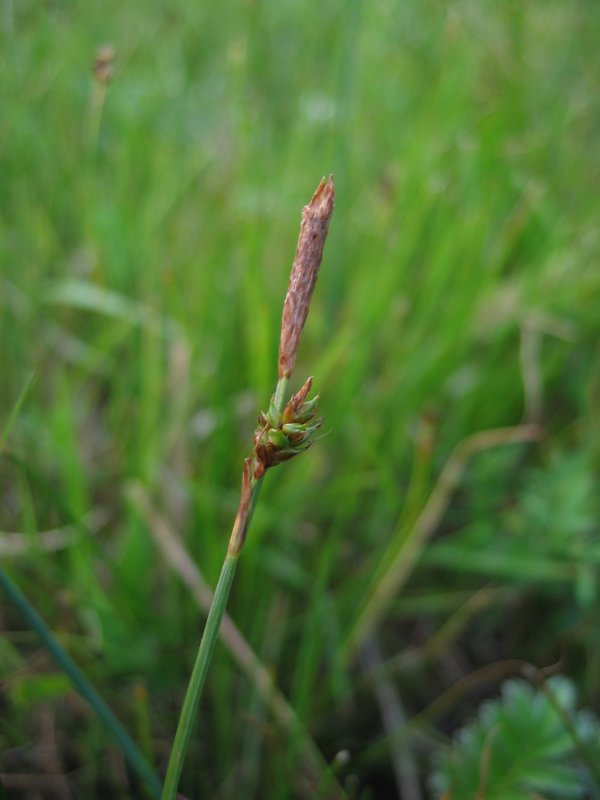
чоловічий колосок

Багаторічна трав'яниста рослина 30–70 см. Загальна висота суцвіття до 18 см (від основи покривного листка нижнього жіночого колоска до вершини чоловічого колоска). Жіночі колоски 1.5–2.5 см завдовжки, як правило, всі розставлені. Мішечки 3.5–4 мм довжиною, їх носики здебільшого злегка сплощені, з гострими, що розходяться зубцями, на зовнішньому краю шипуватими або гладкими. 2n = 68, 70–72, 74.

## Поширення
Поширений у Європі, Північній Африці, Азії. Інтродукований у штатах Меріленд і Пенсильванія.
В Україні вид зростає на сирих, іноді слабкозасолених луках — в Правобережному Поліссі, Правобережному Лісостепу і Правобережному Степу, Лівобережному Лісостепу та Лівобережному Степу. Східний кордон виду з'ясовано недостатньо.